# Andira anthelmia
Andira anthelmia är en ärtväxtart som först beskrevs av Vell., och fick sitt nu gällande namn av James Francis Macbride. Andira anthelmia ingår i släktet Andira och familjen ärtväxter. Inga underarter finns listade i Catalogue of Life.

## Bildgalleri

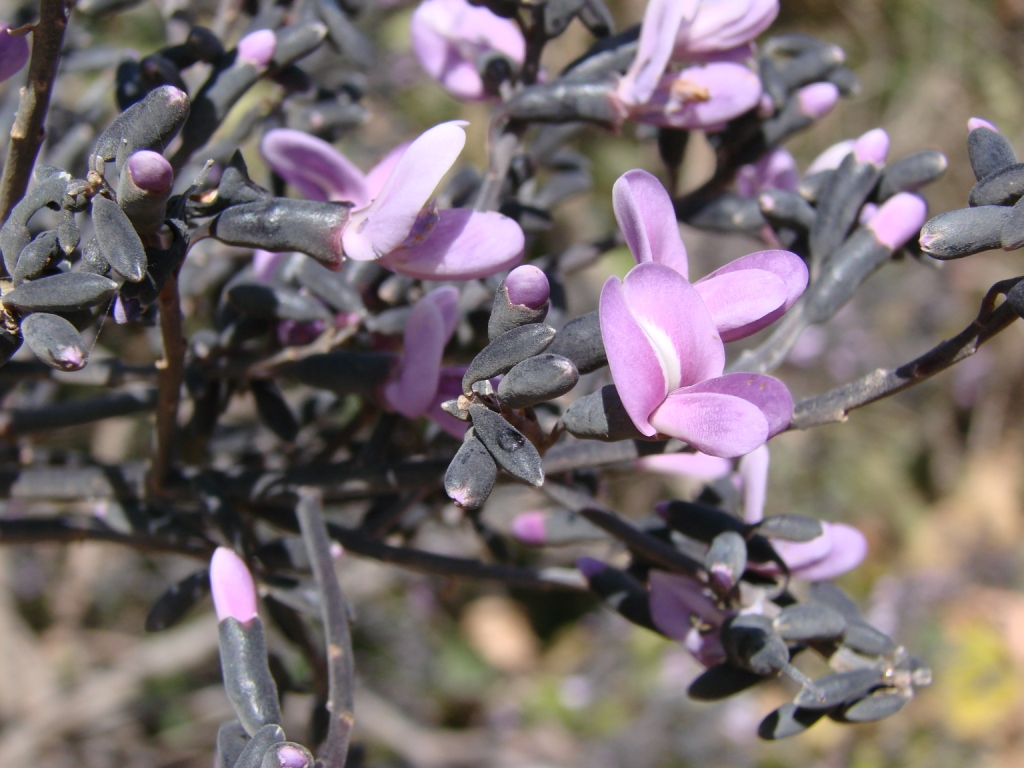